# Rudolf Rominger
Rudolf Rominger detto Rudi (Sankt Moritz, 21 agosto 1908 – Sankt Moritz, 8 novembre 1979) è stato uno sciatore alpino svizzero, uno dei principali esponenti della grande scuola sciistica elvetica degli anni 1930 e vincitore, tra l'altro, di quattro medaglie d'oro iridate.
Attivo in tutte le specialità previste all'epoca (discesa libera, slalom speciale e combinata), fu l'inventore di una nuova tecnica, con la quale dominò la scena fino al 1939, anno in cui fu messa a punto la ruade francese.

## Biografia
Ai Campionati mondiali di Innsbruck 1936, in Austria, ottenne la medaglia d'oro nella discesa libera e nella combinata e quella di bronzo nello slalom speciale; non partecipò però ai IV Giochi olimpici invernali di Garmisch-Partenkirchen 1936, dove per la prima volta lo sci alpino venne inserito nel programma olimpico: come protesta per l'esclusione dalle competizioni dei maestri di sci, ritenuti professionisti e quindi non ammessi alle gare olimpiche, la Svizzera e l'Austria non inviarono ai Giochi le loro squadre di sci alpino.
L'anno dopo ai Mondiali di Chamonix fu 5º nello slalom speciale, mentre nel 1938 ai Mondiali di Engelberg vinse la medaglia d'oro nello slalom speciale battendo il francese Émile Allais, quella d'argento nella combinata e si classificò 4º nella discesa libera. Ottenne gli ultimi successi in carriera nella rassegna iridata di Zakopane 1939, dove vinse la medaglia d'oro nello slalom speciale superando il tedesco Josef Jennewein e quella di bronzo nella combinata. Morì nella natia Sankt Moritz l'8 novembre 1979.

## Palmarès

### Mondiali
- 7 medaglie:
  - 4 ori (discesa libera, combinata a Innsbruck 1936; slalom speciale a Engelberg 1938; slalom speciale a Zakopane 1939)
  - 1 argento (combinata a Engelberg 1938)
  - 2 bronzi (slalom speciale a Innsbruck 1936; combinata a Zakopane 1939)